# Andrés Guardado
José Andrés Guardado Hernández (phát âm tiếng Tây Ban Nha: [anˈdɾez ɣwaɾˈðaðo]; sinh ngày 28 tháng 9 năm 1986) là một cầu thủ bóng đá chuyên nghiệp người México hiện thi đấu ở vị trí tiền vệ cho câu lạc bộ Real Betis tại La Liga.

## Thống kê sự nghiệp

### Câu lạc bộ
Tính đến ngày 6 tháng 11 năm 2022
| Club                    | Season       | League                   | League | League | Cup  | Cup   | Continental | Continental | Other | Other | Total | Total |
| Club                    | Season       | Division                 | Apps   | Goals  | Apps | Goals | Apps        | Goals       | Apps  | Goals | Apps  | Goals |
| ----------------------- | ------------ | ------------------------ | ------ | ------ | ---- | ----- | ----------- | ----------- | ----- | ----- | ----- | ----- |
| Atlas                   | 2005–06      | Mexican Primera División | 26     | 1      | —    | —     | —           | —           | —     | —     | 26    | 1     |
| Atlas                   | 2006–07      | Mexican Primera División | 38     | 5      | —    | —     | —           | —           | —     | —     | 38    | 5     |
| Atlas                   | Total        | Total                    | 64     | 6      | —    | —     | —           | —           | —     | —     | 64    | 6     |
| Deportivo La Coruña     | 2007–08      | La Liga                  | 26     | 5      | 1    | 0     | —           | —           | —     | —     | 27    | 5     |
| Deportivo La Coruña     | 2008–09      | La Liga                  | 29     | 2      | 1    | 0     | 8           | 1           | —     | —     | 38    | 3     |
| Deportivo La Coruña     | 2009–10      | La Liga                  | 26     | 3      | 1    | 1     | —           | —           | —     | —     | 27    | 4     |
| Deportivo La Coruña     | 2010–11      | La Liga                  | 20     | 2      | —    | —     | —           | —           | —     | —     | 20    | 2     |
| Deportivo La Coruña     | 2011–12      | Segunda División         | 36     | 11     | 1    | 0     | —           | —           | —     | —     | 37    | 11    |
| Deportivo La Coruña     | Total        | Total                    | 137    | 23     | 4    | 1     | 8           | 1           | —     | —     | 149   | 25    |
| Valencia                | 2012–13      | La Liga                  | 32     | 1      | 5    | 0     | 7           | 0           | —     | —     | 44    | 1     |
| Valencia                | 2013–14      | La Liga                  | 16     | 0      | 3    | 0     | 3           | 0           | —     | —     | 22    | 0     |
| Valencia                | Total        | Total                    | 48     | 1      | 8    | 0     | 10          | 0           | —     | —     | 66    | 1     |
| Bayer Leverkusen (loan) | 2013–14      | Bundesliga               | 4      | 0      | 1    | 0     | 2           | 0           | —     | —     | 7     | 0     |
| PSV (loan)              | 2014–15      | Eredivisie               | 28     | 1      | 1    | 0     | 6           | 0           | —     | —     | 35    | 1     |
| PSV                     | 2015–16      | Eredivisie               | 25     | 1      | 1    | 0     | 7           | 0           | 1     | 0     | 34    | 1     |
| PSV                     | 2016–17      | Eredivisie               | 27     | 2      | 1    | 0     | 4           | 0           | 1     | 0     | 33    | 2     |
| PSV                     | Total        | Total                    | 52     | 3      | 2    | 0     | 11          | 0           | 2     | 0     | 67    | 3     |
| Betis                   | 2017–18      | La Liga                  | 29     | 2      | 1    | 0     | —           | —           | —     | —     | 30    | 2     |
| Betis                   | 2018–19      | La Liga                  | 31     | 0      | 6    | 0     | 5           | 0           | —     | —     | 42    | 0     |
| Betis                   | 2019–20      | La Liga                  | 28     | 0      | 2    | 0     | —           | —           | —     | —     | 30    | 0     |
| Betis                   | 2020–21      | La Liga                  | 24     | 1      | 3    | 0     | —           | —           | —     | —     | 27    | 1     |
| Betis                   | 2021–22      | La Liga                  | 28     | 0      | 3    | 0     | 5           | 1           | —     | —     | 36    | 1     |
| Betis                   | 2022–23      | La Liga                  | 8      | 0      | 0    | 0     | 5           | 0           | 0     | 0     | 13    | 0     |
| Betis                   | Total        | Total                    | 148    | 3      | 15   | 0     | 15          | 1           | 0     | 0     | 178   | 4     |
| Career total            | Career total | Career total             | 481    | 37     | 31   | 1     | 52          | 2           | 2     | 0     | 566   | 40    |

1. ↑  Includes Copa del Rey, DFB-Pokal and KNVB Cup
2. 1 2 3 4 5 6  Appearances in UEFA Europa League
3. 1 2 3 4  Appearances in UEFA Champions League
4. 1 2  Appearance in Johan Cruyff Shield

### Quốc tế
Tính đến ngày 26 tháng 11 năm 2022
| Đội tuyển quốc gia | Năm  | Trận | Bàn |
| ------------------ | ---- | ---- | --- |
| México             | 2005 | 1    | 0   |
| México             | 2006 | 6    | 0   |
| México             | 2007 | 21   | 3   |
| México             | 2008 | 10   | 3   |
| México             | 2009 | 9    | 1   |
| México             | 2010 | 15   | 1   |
| México             | 2011 | 15   | 5   |
| México             | 2012 | 10   | 1   |
| México             | 2013 | 12   | 0   |
| México             | 2014 | 12   | 1   |
| México             | 2015 | 13   | 7   |
| México             | 2016 | 10   | 2   |
| México             | 2017 | 10   | 1   |
| México             | 2018 | 7    | 0   |
| México             | 2019 | 9    | 3   |
| México             | 2020 | 2    | 0   |
| México             | 2021 | 9    | 0   |
| México             | 2022 | 8    | 0   |
| Tổng               | Tổng | 179  | 28  |

Tính đến 19 tháng 6 năm 2019
Bàn thắng và kết quả của México được để trước.
| #  | Ngày                 | Địa điểm                                                          | Đối thủ            | Bàn thắng | Kết quả | Giải đấu                      |
| -- | -------------------- | ----------------------------------------------------------------- | ------------------ | --------- | ------- | ----------------------------- |
| 1  | 27 tháng 2 năm 2007  | Sân vận động Qualcomm, San Diego, Hoa Kỳ                          | Venezuela          | 1–0       | 3–1     | Giao hữu                      |
| 2  | 24 tháng 6 năm 2007  | Soldier Field, Chicago, Hoa Kỳ                                    | Hoa Kỳ             | 1–0       | 1–2     | CONCACAF Gold Cup 2007        |
| 3  | 14 tháng 7 năm 2007  | Sân vận động Olímpico, Caracas, Venezuela                         | Uruguay            | 3–1       | 3–1     | Copa América 2007             |
| 4  | 8 tháng 6 năm 2008   | Soldier Field, Chicago, United States                             | Perú               | 2–0       | 4–0     | Giao hữu                      |
| 5  | 21 tháng 6 năm 2008  | Sân vận động Universitario, San Nicolás de los Garza, México      | Belize             | 2–0       | 7–0     | Vòng loại FIFA World Cup 2010 |
| 6  | 6 tháng 9 năm 2008   | Sân vận động Azteca, Mexico City, México                          | Jamaica            | 2–0       | 3–0     | Vòng loại FIFA World Cup 2010 |
| 7  | 5 tháng 9 năm 2009   | Sân vận động Ricardo Saprissa Aymá, San José, Costa Rica          | Costa Rica         | 3–0       | 3–0     | Vòng loại FIFA World Cup 2010 |
| 8  | 13 tháng 5 năm 2010  | Sân vận động Reliant, Houston, Hoa Kỳ                             | Angola             | 1–0       | 1–0     | Giao hữu                      |
| 9  | 26 tháng 3 năm 2011  | Oakland–Alameda County Coliseum, Oakland, Hoa Kỳ                  | Paraguay           | 2–0       | 3–1     | Giao hữu                      |
| 10 | 12 tháng 6 năm 2011  | Soldier Field, Chicago, Hoa Kỳ                                    | Costa Rica         | 2–0       | 4–1     | CONCACAF Gold Cup 2011        |
| 11 | 12 tháng 6 năm 2011  | Soldier Field, Chicago, Hoa Kỳ                                    | Costa Rica         | 3–0       | 4–1     | CONCACAF Gold Cup 2011        |
| 12 | 25 tháng 6 năm 2011  | Sân vận động Rose Bowl, Pasadena, Hoa Kỳ                          | Hoa Kỳ             | 2–2       | 4–2     | CONCACAF Gold Cup 2011        |
| 13 | 4 tháng 9 năm 2011   | Sân vận động Cornellà-El Prat, Cornellà de Llobregat, Tây Ban Nha | Chile              | 1–0       | 1–0     | Giao hữu                      |
| 14 | 12 tháng 10 năm 2012 | Sân vận động BBVA Compass, Houston, Hoa Kỳ                        | Guyana             | 1–0       | 5–0     | Vòng loại FIFA World Cup 2014 |
| 15 | 23 tháng 6 năm 2014  | Arena Pernambuco, São Lourenço da Mata, Brasil                    | Croatia            | 2–0       | 3–1     | FIFA World Cup 2014           |
| 16 | 9 tháng 7 năm 2015   | Soldier Field, Chicago, Hoa Kỳ                                    | Cuba               | 4–0       | 6–0     | CONCACAF Gold Cup 2015        |
| 17 | 15 tháng 7 năm 2015  | Sân vận động Bank of America, Charlotte, Hoa Kỳ                   | Trinidad và Tobago | 3–3       | 4–4     | CONCACAF Gold Cup 2015        |
| 18 | 19 tháng 7 năm 2015  | Sân vận động MetLife, East Rutherford, Hoa Kỳ                     | Costa Rica         | 1–0       | 1–0     | CONCACAF Gold Cup 2015        |
| 19 | 22 tháng 7 năm 2015  | Georgia Dome, Atlanta, Hoa Kỳ                                     | Panama             | 1–1       | 2–1     | CONCACAF Gold Cup 2015        |
| 20 | 22 tháng 7 năm 2015  | Georgia Dome, Atlanta, Hoa Kỳ                                     | Panama             | 2–1       | 2–1     | CONCACAF Gold Cup 2015        |
| 21 | 26 tháng 7 năm 2015  | Lincoln Financial Field, Philadelphia, Hoa Kỳ                     | Jamaica            | 1–0       | 3–1     | CONCACAF Gold Cup 2015        |
| 22 | 13 tháng 11 năm 2015 | Sân vận động Azteca, Mexico City, México                          | El Salvador        | 1–0       | 3–0     | Vòng loại FIFA World Cup 2018 |
| 23 | 29 tháng 3 năm 2016  | Sân vận động Azteca, Mexico City, Mexico                          | Canada             | 1–0       | 2–0     | Vòng loại FIFA World Cup 2018 |
| 24 | 28 tháng 5 năm 2016  | Georgia Dome, Atlanta, Hoa Kỳ                                     | Paraguay           | 1–0       | 1–0     | Giao hữu                      |
| 25 | 10 tháng 11 năm 2017 | Sân vận động Nhà vua Baudouin, Brussels, Bỉ                       | Bỉ                 | 1–1       | 3–3     | Giao hữu                      |
| 26 | 5 tháng 6 năm 2019   | Sân vận động Mercedes-Benz, Atlanta, Hoa Kỳ                       | Venezuela          | 3–1       | 3–1     | Giao hữu                      |
| 27 | 19 tháng 6 năm 2019  | Broncos Stadium at Mile High, Denver, Hoa Kỳ                      | Canada             | 2–0       | 3–1     | CONCACAF Gold Cup 2019        |
| 28 | 19 tháng 6 năm 2019  | Broncos Stadium at Mile High, Denver, Hoa Kỳ                      | Canada             | 3–1       | 3–1     | CONCACAF Gold Cup 2019        |